# Atholville
Vous lisez un « bon article » labellisé en 2012.
Pour les articles homonymes, voir Athol.
Atholville est un ancien village canadien situé dans le comté de Restigouche dans le Nord du Nouveau-Brunswick ; il est bâti sur la rive-sud de la rivière Ristigouche, face au Québec. Il fait partie de la cité de Campbellton depuis la réforme de la gouvernance locale du 1er janvier 2023.
Les premiers habitants de l'endroit furent les Micmacs qui s'y établirent vers le VIe siècle av. J.-C. et qui l'appelaient Tjikog. Avec 400 habitants, c'était leur plus gros village et le seul habité en permanence dans la région. Les Acadiens arrivèrent à partir de 1750. C'est à cette époque que les Micmacs quittèrent les lieux pour Listuguj, au Québec. La défaite française lors de la bataille de la Ristigouche le 8 juillet 1760 nuisit à l'expansion de l'établissement. Le chemin de fer Intercolonial fut toutefois inauguré en 1876 et des marchands anglophones développèrent l'industrie forestière au début du XXe siècle. Le village connut ensuite une croissance importante et fut constitué en municipalité en 1966. Un secteur commercial fréquenté par les habitants de la région y fut établi à partir de 1974. Les villages de Saint-Arthur et Val-d'Amours furent annexés à Atholville en 2015.
L'industrie forestière occupe toujours une place importante dans l'économie locale. Atholville compte une population acadienne, mais également une importante minorité anglophone. Le village bénéficie de plusieurs services et installations communautaires, dont le parc provincial Sugarloaf.

## Toponymie
Le village porte à l'origine le nom de Tjikog mais les orthographes Tjigog, Jugugw, Tchigouk et Tzigog existent aussi. Tjikog signifie « lieu des hommes supérieurs » en micmac.
Selon la tradition orale, c'est en 1639 que le village est renommé Listo Gotj par le chef Tonel. La signification exacte de ce toponyme est inconnue, quoi que le père Pacifique de Valigny rapporte le sens « désobéis à ton père! ». Il y a en fait de nombreuses autres traductions : rivière se divisant comme une main, endroit pour amusement du printemps, rivière de la longue guerre, rivière divisée comme une main, petit bois, petit arbre, théâtre de la grande querelle de l'écureuil, rivière bonne à canoter, belle rivière ainsi que rivière aux cinq doigts, aux cinq branches ou aux branches nombreuses. En 1642, Barthélemy Vimont est le premier à faire une mention écrite du nom Ristigouche, en référence à la baie des Chaleurs. En 1672, Nicolas Denys est le premier à mentionner l'usage du nom en lien avec le village, dans Description géographique et historique des côtes de l'Amérique septentrionale, avec l'histoire naturelle de ce pays. Selon le père Pacifique, les noms de Listuguj et Ristigouche ou Restigouche découlent de Listo Gotj,. D'ailleurs, le toponyme Ristigouche s'applique, surtout dans un contexte historique, à l'ensemble des établissements situés le long de la rivière.
Le village est appelé Sainte-Anne-de-Ristigouche au XVIIe siècle,. Ce nom est appliqué à la mission catholique de Listuguj au début du XXe siècle.
L'entrepreneur Robert Ferguson (1768-1851), arrivé dans la région en 1796 en provenance de Logierait, près de Blair Atholl, en Écosse, construit une maison appelée Athol House ; c'est en fait l'un des nombreux toponymes d'origine écossaise dans le Nord du comté. Robert Ferguson est surnommé le « père et fondateur de la Ristigouche ». À noter qu'il y a un village du nom de Blair-Athol à 18 km de route au sud-est d'Atholville, tandis que la pointe Ferguson, à Atholville même, rend hommage à Robert Ferguson.
Au début du XXe siècle, le village est connu sous quatre noms en même temps, soit Athol, Shives Athol, Athol House et Ferguson Manor. Un bureau de poste porte quant à lui le nom de Ferguson Manor de 1916 à 1923 et un autre du nom de Shives Athol de 1907 à 1931. À la suite d'une pétition, le village prend officiellement le nom d'Atholville en juin 1922. Le bureau de poste Ferguson Manor est renommé Atholville l'année suivante.
Atholville comprend l'ancien village de Saint-Arthur, nommé ainsi en l'honneur d'Arthur de Glastonbury, martyr catholique de la Réforme anglaise. L'origine du toponyme de son hameau de Val-Melanson n'est pas connue. Atholville comprend aussi l'ancien village de Val-d'Amours, ayant porté le nom de Seven Mile Ridge jusqu'en 1918. Il est ensuite renommé ainsi par Jean-Joseph-Auguste Allard en l'honneur du père L. d'Amour, qui fut missionnaire dans cette localité de 1906 à 1907,. Val-d'Amours comprend aussi les hameaux de Colebrooke Settlement, Lac-des-Lys, Malauze et McKendrick. Colebrooke Settlement s'appelait à l'origine Dubé Settlement, en hommage à Baptiste Dubé et Audillon Dubé. Il fut renommé en l'honneur de sir William MacBean George Colebrooke (1787-1870), lieutenant gouverneur du Nouveau-Brunswick de 1841 à 1848. Le hameau est aussi appelé Coldbrook. Lac-des-Lys est nommé ainsi d'après sa position sur le lac éponyme. La localité fut d'abord connue sous le nom anglais de Lily Lake. Le toponyme de Malauze rappelle le navire de guerre français le Marquis de Malauze, ayant coulé lors de la bataille de la Ristigouche en 1760. L'origine du toponyme de McKendrick n'est pas connue.

## Géographie

### Géographie physique

#### Situation

Plan d'Atholville avant l'annexion de 2015.

Le centre d'Atholville est situé à quatre kilomètres à l'ouest du centre-ville de Campbellton. Le village, en tant que localité francophone des provinces de l'Atlantique, est généralement considéré comme faisant partie de l'Acadie. Atholville est bordé au nord par la rivière Ristigouche et possède une superficie de 119,16 kilomètres carrés, du moins si l'on se fie à la superficie du village avant l'annexion de 2015 et la superficie de Val-DAmours et Atholville. Outre Campbellton, le village est limitrophe de la paroisse de Dalhousie et de Blair-Athol à l'est, de Balmoral-Maltais au sud-est, de la paroisse d'Addington au sud ainsi que de Glencoe et de Tide Head à l'ouest. Du côté québécois s'étendent, d'ouest en est, Ristigouche-Partie-Sud-Est, Pointe-à-la-Croix et Listuguj.
Le ruisseau Walker coule au sud-est du territoire. Il compte quelques affluents dans le territoire, dont un principal coulant de l'ouest, le long de la route 11. Le ruisseau Walker se déverse dans la rivière Ristigouche à Campbellton. Il y a aussi quelques ruisseaux se déversant directement dans la rivière Ristigouche. Le site de l'estacade (Booming Grounds) est un marais salé. Les Appalaches recouvrent la majeure partie du territoire. La butte Sugar, d'une hauteur d'environ 200 m, comprise également dans le territoire de Tide Head, s'étend directement au sud de la zone bâtie du village. Seule une petite partie du versant ouest du Sugarloaf est comprise dans le territoire.

#### Géologie

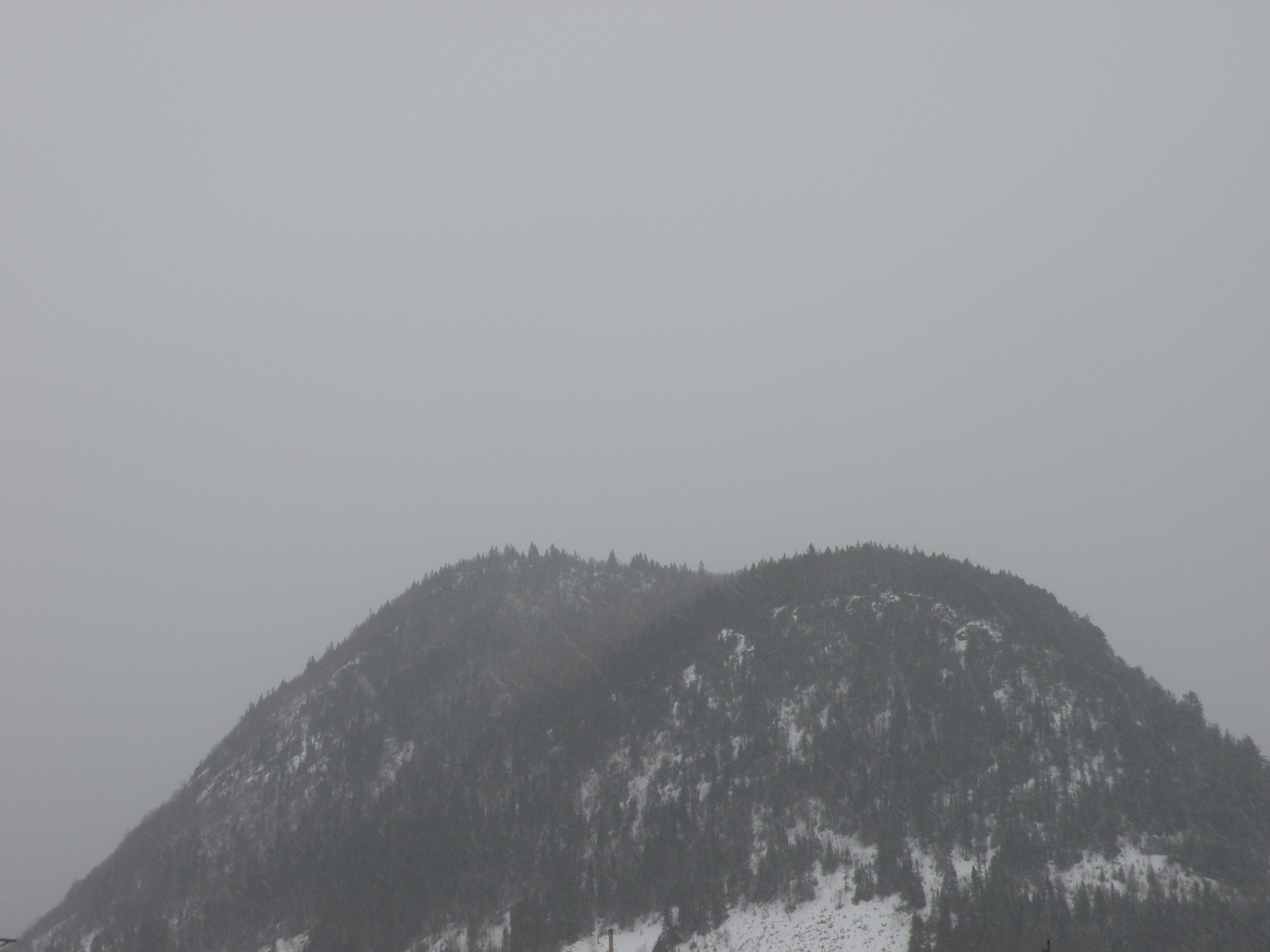
Le Sugarloaf en hiver, perçu depuis Atholville.

Le sous-sol d'Atholville est composé de plusieurs types de roches. Au nord de la rue Notre-Dame, dans la partie la plus basse, se trouvent des roches détritiques de la formation de Campbellton. Entre cette rue et l'autoroute 11 se trouvent des roches felsiques du groupe de Dalhousie. Les deux types de roches datent du Dévonien inférieur (394 à 418 millions d'années). Au sud de la route 11 se trouvent plutôt des carbonates et des évaporites de la formation de Chaleur, datant du Silurien supérieur (418-424 millions d'années).

#### Environnement
Les booming grounds, à la frontière avec Tide Head, sont un établissement du Plan conjoint des habitats de l’Est. Ils abritent des oiseaux aquatiques migrateurs et nicheurs ainsi que le grand héron, le balbuzard pêcheur et différents mammifères. De plus, jusqu'à 2 000 oies blanches peuvent y être observées entre la mi-avril et la fin mai. Plusieurs plantes rares y poussent, dont l'élodée de Nuttall, le jonc délié et le sanicle grégaire. Quatorze espèces de poisson ont été répertoriées dans la rivière, les plus courantes étant le saumon de l'Atlantique et le chabot visqueux.
Quoique considérée comme menacée, la tortue des bois est courante dans la région. Malgré l'imposition de contrôles environnementaux, l'usine AV Cell a rejeté dans l'air du dioxyde de soufre en 2007 et des cendres à plusieurs reprises, ce qui lui a valu une amende en 2009,.

### Géographie humaine

#### Transport
La route 11 passe au sud du territoire, d'est en ouest ; cette route va du Québec, à l'ouest, à Shédiac, au sud-est. Le chemin Val-D'Amours puis le chemin Beauvista permette de rejoindre le centre du village à partir de cette route. Le village à proprement parler est traversé d'est en ouest par la route 134, qui permet de rejoindre Tide Head ou Campbellton ; cette route porte le nom de rue Notre-Dame au village. Le chemin Val-d'Amours continue au sud, vers le village éponyme. Le chemin de fer de la côte est du Nouveau-Brunswick, l'ancien Intercolonial, traverse le village d'est en ouest, au nord de la rue Notre-Dame. La rivière est navigable mais le port le plus proche est à Dalhousie. La gare de Campbellton et l'aéroport de Charlo complètent les moyens de transports dans la région. Il y a des taxis à Campbellton, et le taxi Cormier, reliant Montréal à la Péninsule acadienne, s'arrête au village.

#### Logement
Selon Statistique Canada, le village comptait 576 logements privés en 2006, dont 550 occupés par des résidents habituels. Parmi ces logements, 73,6 % sont individuels, aucun d'entre eux ne sont ni jumelés ni en rangée, 6,4 % sont des appartements ou duplex, et 17,3 % sont des immeubles de moins de cinq étages. Enfin, 1,8 % des logements entrent dans la catégorie autres, tels que les maisons-mobiles. 72,7 % des logements sont possédés alors que 27,3 % sont loués. 78,2 % ont été construits avant 1986 et 3,6 % ont besoin de réparations majeures. Les logements comptent en moyenne 6,3 pièces et aucun logement ne compte plus d'une personne habitant par pièce. Les logements possédés ont une valeur moyenne de 83 661 $, comparativement à 119 549 $ pour la province.

## Histoire
Royaume de France (1619-1621)

 Royaume d'Écosse (1621-1632)

 Royaume de France (1632-1654)

 Royaume d'Angleterre (1654-1657)

 Royaume de France (1657-1674)

 Provinces-Unies (1674-1677)

 Royaume de France (1677-1690)

 Royaume d'Angleterre (1690-1692)

 Royaume de France (1692-1763)

 Royaume de Grande-Bretagne (1763-1801)

 Royaume-Uni de Grande-Bretagne et d'Irlande (1801-1867)

### Préhistoire

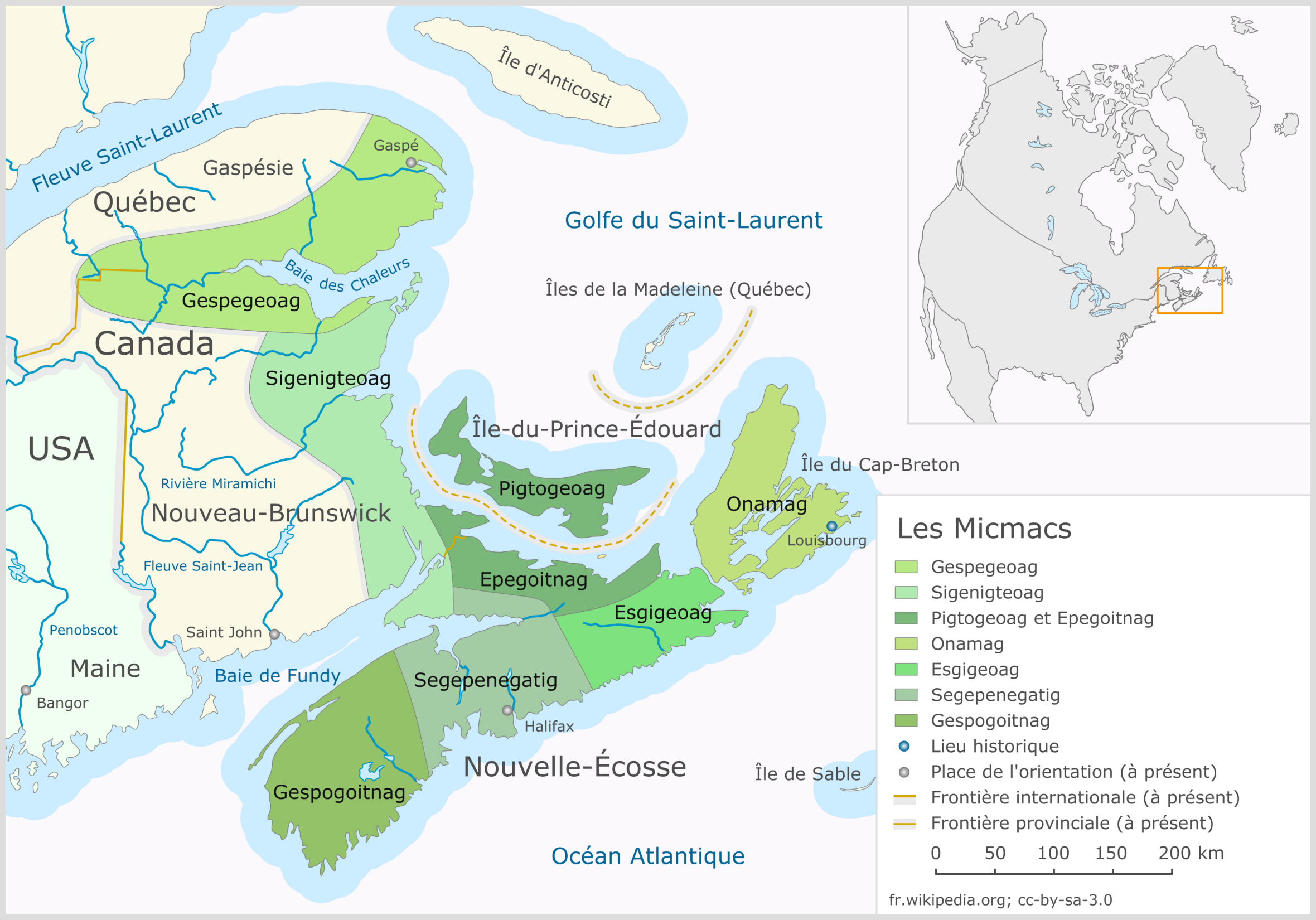
Territoire historique des Micmacs et ses districts.

Couvert lors de la glaciation du Wisconsin, le site d'Atholville est probablement libéré des glaciers au XIIIe millénaire av. J.-C.. La mer de Goldthwait recouvre par la suite le littoral, puis se retire graduellement vers le VIIIe millénaire av. J.-C. à cause du rebond post-glaciaire.
Le village de Tjikog est habité de façon permanente depuis au moins le VIe siècle av. J.-C. par les Micmacs. Tjikog est fortifié par un mur de pieux et compte également un cimetière. Tjikog est situé dans le district de Gespegeoag, qui comprend le littoral de la baie des Chaleurs ; c'est le seul village habité en permanence dans tout le district. Le village, avant l'arrivée des Blancs, compte de 400 à 500 personnes ; Tjikog est en fait le plus grand des villages micmacs. Le mode de vie des Micmacs repose sur la chasse au phoque et aux oiseaux, la pêche au harpon et la collecte de mollusques ; la population réside au bord de la rivière presque toute l'année. L'emblème de Tjikog est le saumon.

### Régime français
En juillet 1534, Jacques Cartier remonte la baie des Chaleurs jusqu'à l'embouchure de la rivière Ristigouche. Les Français fondent l'Acadie en 1604. Le père Sébastien, un Récollet, est le premier missionnaire à visiter Tjikog en 1619 et il y découvre une croix plantée devant la « cabane de la prière ». Les Capucins remplacent les Récollets en 1624, les Jésuites prennent la relève la même année et les Récollets reviennent en 1661. L'effort des missionnaires, d'abord concentré à l'île du Cap-Breton – la capitale des Micmacs – se déplace à Tjikog, qui est considéré comme le lieu d'enracinement du culte de sainte Anne chez les Micmacs et en Acadie. En 1642, le père André Richard habite six mois au village. Le chef Nepsuget est baptisé en 1644 et 40 autres personnes le sont en 1647. Les contacts de plus en plus fréquents avec les Européens permettent aux Micmacs de se procurer certains objets, en particulier ceux en métal, en échange de fourrures. Les maladies apportées par les Blancs déciment toutefois une bonne partie de la population à partir du XVIIe siècle.
Le Gespegeoag est revendiqué d'abord par les Iroquois et ensuite seulement par les Mohawks. La tradition orale soutient d'ailleurs qu'en 1639, au début des Guerres franco-iroquoises, un groupe de Mohawks en provenance de Kahnawake rencontre des pêcheurs micmacs à l'île Longue et que, malgré les avertissements de son père, le fils du chef mohawk massacre les Micmacs, ne laissant que le chef Tonel en vie. Après s'être rétabli, le chef Tonel se rend à Kahnawake. Avant d'exécuter les responsables de l'attaque, il s'écrie Listo Gotj !, autrement dit « désobéis à ton père ! ». Il se peut qu'il renomme le village en Listo Gotj à son retour. Nicolas Denys établit un magasin à Listo Gotj en 1647, mais doit l'abandonner vers 1650,. Richard Denys, fils de Nicolas, obtient le contrôle des terres lors du départ du père en France en 1671. Le missionnaire Chrétien Le Clercq habite à Listo Gotj en 1676 ; il y écrit ses principaux textes sur les Micmacs. Richard fonde un nouveau poste à Listo Gotj en 1679 ou 1680, faisant la pêche et le séchage de poisson ainsi que le commerce de fourrure. En 1685, il accorde également une terre aux Récollets pour l'ouverture d'une mission,. En 1688, il y a en tout 17 Blancs résidant à Listo Gotj, dont huit employés de Richard Denys. Les Français entretiennent ensuite un poste de traite vraisemblablement du côté du Canada,.

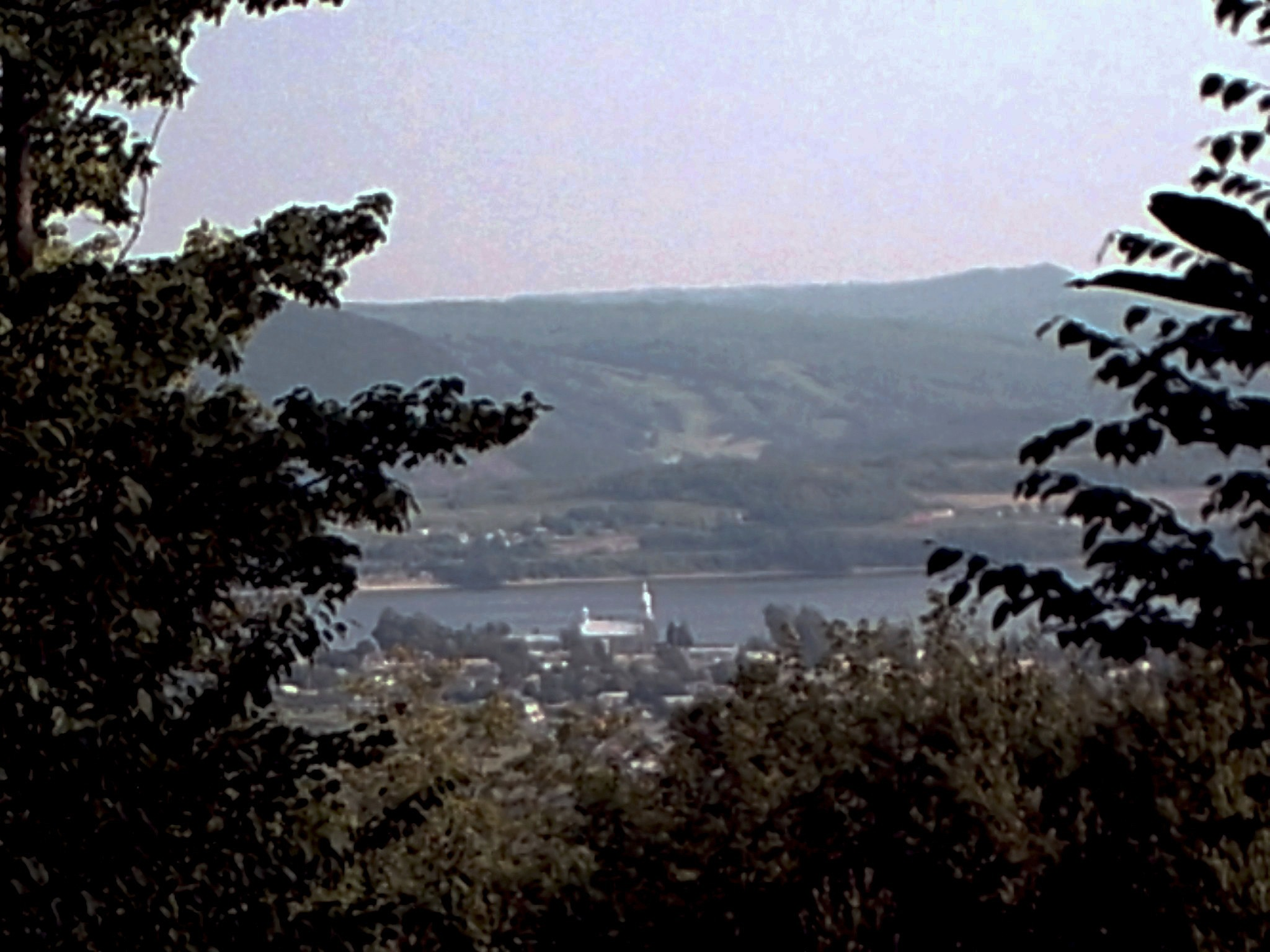
Listuguj, de nos jours, vu vers le sud. Atholville est visible en arrière-plan.

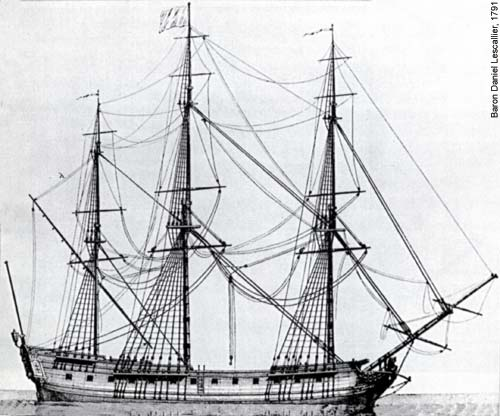
Un dessin du Machault, impliqué dans la bataille de la Ristigouche.

Les Denys ne respectent pas les conditions de leur concession et celle-ci redevient une terre de la couronne. La seigneurie de Ristigouche, d'une longueur de 12 lieues et d'une largeur de dix lieues, est accordée à Pierre Le Moyne, sieur d'Iberville et d'Ardillières en 1690. La concession des Récollets est révoquée en 1690. Richard Denys rachète la seigneurie en 1691 mais meurt la même année. Françoise Cailleteau, la veuve de Denys, épouse ensuite Pierre Ray-Gaillard et s'établit à Québec ; il se peut qu'elle loue une partie de la seigneurie. L'établissement tombe toutefois à l'abandon et, à part les Micmacs, il n'y a plus qu'un Français, un Canadien et quelques enfants métis à Listo Gotj en 1724. La Grande-Bretagne obtient le contrôle de l'Acadie en 1713 grâce au traité d'Utrecht ; ce traité étant imprécis, les Français pensent avoir conservé le territoire correspondant désormais au Nouveau-Brunswick, tandis que les Britanniques pensent en avoir le contrôle. Les Micmacs quittent Listo Gotj pour Listuguj, sur la rive nord de la rivière, au Canada ; plusieurs sources situent cet événement en 1745, mais d'autre mentionnent 1759 ou même 1770. La décision des Micmacs serait liée soit à l'intrusion des Blancs au cœur même de leur village, soit au désir de déplacer les Micmacs d'une colonie protestante vers une colonie catholique ou plutôt pour s'assurer qu'ils restent fidèles au roi de France.
Des Acadiens s'établissent à Pointe-aux-Sauvages, sur le site actuel de Campbellton, entre 1750 et 1755, année du début de la déportation des Acadiens. En 1753, la fille de Françoise Cailleteau vend la seigneurie de Ristigouche à un certain Bonfils, de Québec. En 1759, après la chute de Québec, la colonie supplie la France d'envoyer des renforts. Le 19 avril 1760, six navires, sous le commandement de François Chenard de la Giraudais, quittent Bordeaux emportant 400 hommes ainsi que des vivres. De la Giraudais, apprenant qu'une flotte britannique a pénétré dans le fleuve Saint-Laurent, décide de se réfugier dans la rivière Ristigouche et fait construire des batteries sur les berges. La bataille de la Ristigouche a lieu à l'est du village, du 3 au 8 juillet 1760 ; la flotte britannique l'emporte sur les Français. Faute de renforts, Montréal capitule le 8 septembre devant les troupes d'Amherst. Les troupes françaises à la Ristigouche se rendent le 23 octobre et sont rapatriées en France. La Grande-Bretagne prend officiellement possession de la Nouvelle-France en 1763 par la signature du traité de Paris. En 1764, Bonfils tente de faire reconnaitre sa propriété de la seigneurie de Ristigouche mais celle-ci est refusée en vertu d'une loi de 1759 annulant toutes les concessions faites sous le régime français.

### Du régime britannique à la constitution
Après la Conquête, des commerçants britanniques établissent des usines de saumurage de saumon. Quant à lui, George Walker, de Bathurst, établit vers 1768 une succursale de son commerce au ruisseau Walker, sur le site de Campbellton. Hugh Baillie obtient une première concession, qu'il vend à l'Anglais John Shoolbred. La colonisation n'est toutefois pas une priorité et Shoolbred, n'ayant pas construit d'école ou de rue, perd sa concession à un employé.
Les Loyalistes arrivent au Nouveau-Brunswick à partir de 1783 mais n'obtiennent pas de concessions dans le comté. La concession de Listo Gotj est accordée à Samuel Lee en 1788, puisque ce village est alors plus développé que Campbellton. Samuel Lee ouvre bâti une scierie au ruisseau Walker, le premier pas vers l'orientation de l'économie vers l'exploitation forestière. L'Écossais Robert Ferguson arrive dans la région en 1796 et hérite du commerce de son frère Alexander. Son entreprise florissante contribue à faire immigrer d'autres Écossais dans la région. Une chapelle est construite en 1810 au vieux cimetière ; elle ferme ses portes en 1834. Vers 1812, Robert Ferguson fait construire des bateaux à Listo Gotj. Une partie de la flotte, à bord de laquelle se trouve Ferguson, est capturée par des corsaires américains durant la guerre de 1812. Après être sorti de prison, Robert Ferguson fait construire un magasin et une demeure du nom d'Athol House ; c'est de cette demeure que le village tire son nom moderne d'Atholville. Les Grands feux de la Miramichi détruisent une bonne partie de la forêt du Nouveau-Brunswick en 1825. L'industrie forestière se déplace alors vers le nord et des scieries ainsi que des chantiers navals sont ouverts à Atholville ainsi qu'à Campbellton, et ce dès 1828. Entretemps, en 1826, Atholville et plusieurs autres localités des environs sont regroupés dans la paroisse d'Addington, érigée dans le comté de Gloucester, à partir d'une portion de la paroisse de Beresford,. Le comté de Restigouche, comprenant les paroisses d'Addington et d'Eldon, est séparé du comté de Gloucester en 1837.
Les Archives provinciales du Nouveau-Brunswick ne donnent aucune informations sur la fondation de Val-d'Amours et de ses hameaux de Lac-des-Lys, de Malauze et de McKendrick,,,. Nous savons toutefois que le hameau de Colebrooke Settlement est fondé par des Acadiens en 1843 et que Lac-des-Lys compte sept familles en 1866. L'établissement prend de l'expansion grâce à la Loi sur les concessions gratuites (Free Grants Act) de 1879.
Robert Ferguson obtient la concession du territoire d'Atholville en 1850. Une école est ouverte à cette époque sur la rue Roseberry de Campbellton ; ce bâtiment provoque le développement de l'agglomération vers l'ouest, c'est-à-dire Atholville. Les ressources en arbres de qualité étant épuisées en 1855, des conserveries de poissons et des usines de bardeaux et de planches sont ouvertes. Le chemin de fer Intercolonial passe au village en 1876, représentant une opportunité économique importante. Athol House est utilisée un temps comme gare mais est détruite dans un incendie en 1894. La compagnie Shives inaugure la plus grande usine de bardeaux des Provinces maritimes en 1901. Les moulins Mowatt et W.H. Miller entrent en opération en 1902 et en 1905 respectivement. Le bureau de poste de McKendrick ouvre ses portes en 1904. Une première école est fondée à Atholville en 1905. Le bureau de poste d'Atholville est fondé en 1906. L'église ouvre ses portes en 1909 ; Atholville est alors une mission de Campbellton. La paroisse Notre-Dame-du-Sacré-Cœur de Val-d'Amours est érigée en 1907. La paroisse Notre-Dame de Lourdes d'Atholville est érigée en 1913. La construction du moulin Fraser, de la Restigouche Company, commence en 1919. L'usine est inaugurée en 1928 et elle devient la troisième du nord de la province à produire du papier, en 1929. L'école supérieure d'Atholville ouvre ses portes en 1930. Les Filles Marie de l'Assomption s'installent en 1934.
Le bureau de poste de Malauze est inauguré en 1937. Les Archives provinciales du Nouveau-Brunswick ne recensent aucune information sur l'histoire de Saint-Arthur, ainsi que de son hameau de Val-Melanson, si ce n'est que les bureaux de poste des deux localités sont fondés en 1938,. Le bureau de poste de Lac-des-Lys est inauguré la même année.
La caisse populaire d'Atholville est fondée en 1938. Le comité d'amélioration locale est fondé en 1947. Un réseau d'aqueduc et d'égout est inauguré en 1950. L'école Versant-Nord est inaugurée en 1951, la même année que le corps de pompiers. Les Frères du Sacré-Cœur s'installent au village en 1956.  L'école Mgr-Melanson de Val-d'Amours est inaugurée en 1958. Tous les bureaux de poste sauf ceux d'Atholville, de Saint-Arthur et de Val-d'Amours ferment leurs portes en 1958,,. Le pont J.C. Van Horne est inauguré en 1961 à Campbellton, permettant un lien plus rapide vers le Québec et contribuant davantage à l'économie. Radio Engineering Products ouvre une usine vers 1963.

### De la constitution à nos jours
Le 9 novembre 1966, la municipalité du comté de Restigouche est dissoute et Atholville est constituée en village. Le reste de la paroisse d'Addington devient un district de services locaux en 1967. La bibliothèque municipale ouvre ses portes la même année. La fusion d'Atholville avec Richardsville et Campbellton est étudiée en 1971 ; seuls les deux derniers sont fusionnés. Le maire Raymond Lagacé, élu la même année, est l'un des principaux opposants aux fusions municipales. Le parc provincial Sugarloaf est ouvert aux sports d'hiver en 1971 et inauguré officiellement l'année suivante ; la province vit alors l'âge d'or de son développement touristique. Le Centre Restigouche, un centre commercial, est construit en 1974. La piscine communautaire, offerte par la Légion royale canadienne, est ouverte en 1975. Le développement résidentiel de la rue Saint-Louis commence en 1976. La Légion royale canadienne obtient sa nouvelle salle en 1977. L'usine Fraser d'Atholville et NBIP de Dalhousie reçoivent à eux deux 30 millions $ en 1980 pour leur modernisation ; en tout, 170 millions $ sont investis à Atholville pour convertir le procédé de l'usine au bisulfate de magnésium.
L'entreprise Northeast Pine, un fabricant de meubles, ferme son usine au début des années 1980. La municipalité obtient la propriété de l'usine en 1987 et en fait un mail industriel. L'industrie papetière est en crise la même année et Fraser constitue l'usine d'Atholville sous une entreprise indépendante, Atholville Pulp, l'usine dégage un profit durant les années suivantes. En 1988, le parc industriel d'Atholville est le plus utilisé au nord de la province. L'usine Atholville Pulp ferme toutefois ses portes en 1991. Une station de pompage est bâtie en 1993. Fraser vend l'usine Atholville Pulp à Repap en 1994. Cette entreprise souhaite y produire du méthanol mais l'état du marché la force à abandonner ses plans et fermer l'usine en 1996, après avoir produit de la pulpe pendant seulement six mois. Le Manoir d'Atholville ouvre ses portes en 1998. La filature textile Fils Atlantique (Atlantic Yarns) est installée dans le mail industriel à la fin des années 1990.
Le parc Miller Brae est inauguré en 2000. Une nouvelle bibliothèque municipale est construite en 2002. Un nouveau réservoir est installé en 2005. Fils Atlantique ferme ses portes durant 10 mois en 2008 à cause notamment de la récession mondiale et de la dette importante de l'entreprise. Un plan de redressement est accepté au cours de la même année mais l'entreprise déclare finalement faillite en 2009. L'école Le Rendez-vous des Jeunes de Saint-Arthur ferme ses portes le 19 juin. La Caisse populaire d'Atholville fusionne en 2009 avec les caisses de Campbellton, Balmoral, Val-d'Amours, Charlo, Eel River Crossing et Kedgwick pour former la Caisse populaire Restigouche. La succursale de Val-d'Amours ferme finalement ses portes en janvier 2012. D'octobre 2010 à janvier 2012, l'école Versant-Nord accueille une partie des élèves de la Polyvalente Roland-Pépin de Campbellton durant les travaux d'urgences sur leur école, dont la structure était dangereuse. Le maire Raymond Lagacé se retire de la politique municipale en 2012, après 43 ans, dont 41 à la mairie ; il est alors le maire néo-brunswickois avec le plus d'ancienneté. La filature désaffectée est rachetée en 2014 par l'entreprise Zenabis, productrice de marijuana médicale. L'aréna de Saint-Arthur est détruit dans un incendie le 21 mars.
Après deux ans de campagne, un projet d'annexion des districts de services locaux (DSL) de Saint-Arthur et de Val-d'Amours mène à un plébiscite le 8 décembre 2014. La population approuve majoritairement le projet mais celui-ci est rejeté par trois des conseillers municipaux d'Atholville. Un référendum a finalement lieu à la fin janvier et la population du village se prononce à majorité en faveur du projet. Une élection partielle a lieu le 29 juin afin d'élire le nouveau conseil municipal ; Michel Soucy conserve son poste de maire. Un incendie majeur se déclare à l'usine Av Cell le 29 avril 2015, durant l'entretien annuel, retardant toutefois d'une semaine seulement la réouverture.

## Démographie
Le dernier recensement complet de la population a été effectué par Statistique Canada en 2006. Les données du recensement de 2011 sont quant à elle dévoilées au fur et à mesure. Il faudra toutefois attendre le recensement de 2016 afin de tenir compte de l'annexion de Saint-Arthur et de Val-d'Amours.

### Population
Le village comptait 1317 habitants en 2006, soit une baisse de 4,6 % en 5 ans. Il y avait alors en tout 550 ménages dont 385 familles. Les ménages comptaient en moyenne 2,3 personnes tandis que les familles comptaient en moyenne 2,8 personnes. Les ménages étaient composés de couples avec enfants dans 23,6 % des cas, de couples sans enfants dans 31,8 % des cas et de personnes seules dans 28,2 % des cas alors que 14,5 % des ménages entraient dans la catégorie autres (familles monoparentales, colocataires, etc.). 62,3 % des familles comptaient un couple marié, 18,2 % comptaient un couple en union libre et 19,5 % étaient monoparentale. Dans ces dernières, une femme était le parent dans 50,0 % des cas. L'âge médian était de 47,0 ans, comparativement à 41,5 ans pour la province. 88,2 % de la population était âgée de plus de 15 ans, comparativement à 83,8 % pour la province. Les femmes représentaient 53,4 % de la population, comparativement à 51,3 % pour la province. Chez les plus de 15 ans, 32,0 % étaient célibataires, 45,0 % étaient mariés, 6,9 % étaient séparés, 7,8 % étaient divorcés et 9,1 % étaient veufs. De plus, 10,3 % vivaient en union libre.
À titre informatif, Saint-Arthur comptait 683 habitants en 2001, en forte baisse depuis 2011. Val-d'Amours comptait 1858 habitants au même moment, aussi en baisse. Cela porterait la population totale à 3778 habitants en 2011. Maintenant, Atholville compte autour de 4 000 habitants en 2019.
| 1939  | 1945  | 1950  | 1981  | 1986  |
| ----- | ----- | ----- | ----- | ----- |
| 1 177 | 2 066 | 2 295 | 1 694 | 1 501 |

| 1991  | 1996  | 2001  | 2006  | 2011  |
| ----- | ----- | ----- | ----- | ----- |
| 1 474 | 1 376 | 1 381 | 1 317 | 1 237 |

| 2016  | 2021  | - | - | - |
| ----- | ----- | - | - | - |
| 3 570 | 3 290 | - | - | - |

### Origines
Aucun autochtone n'est recensé parmi la population et 0,8 % des habitants font partie d'une minorité visible. Les immigrants représentent 0,8 % de la population et il n'existe aucun résident permanent. Tous les immigrants sont arrivés avant 1991. 0,8 % des habitants ne sont pas citoyens canadiens et 95,9 % des habitants âgés de plus de 15 ans sont des canadiens de troisième génération ou plus. En date du 16 mai 2006, 90,4 % des gens avaient la même adresse depuis au moins un an mais seulement 73,6 % des gens avaient la même adresse depuis au moins cinq ans.

### Langues
La langue maternelle est le français chez 71,5 % des habitants, l'anglais chez 24,1 % et les deux langues chez 4,0 % alors que 0,8 % sont allophones. Les deux langues officielles sont comprises par 78,6 % de la population alors que 12,3 % des habitants sont unilingues francophones et que 9,1 % sont unilingues anglophones. Le français est parlé à la maison par 69,0 % des gens, l'anglais par 28,2 % et les deux langues officielles par 2,7 %. Le français est utilisé par 46,8 % des travailleurs et l'anglais par 34,2 % alors que 18,4 % des travailleurs utilisent les deux langues officielles.
| Évolution des langues maternelles (en %) | Légende                                                         |
| ---------------------------------------- | --------------------------------------------------------------- |
|                                          | - Français - Anglais - Anglais et français - Autre(s) langue(s) |
| Sources,:                                |                                                                 |

### Éducation
Chez les plus de 15 ans, 42,8 % n'ont aucun certificat, diplôme ou grade, 22,1 % ont uniquement un diplôme d'études secondaires ou l'équivalent et 34,7 % détiennent aussi un certificat, un diplôme ou un grade postsecondaire ; par comparaison, ces taux s'élèvent à 29,4 %, 26,0 % et 44,6 % au provincial. Parmi la même tranche d'âge, 9,0 % des gens possèdent un diplôme d'un programme court au CCNB ou l'équivalent, 15,8 % détiennent un diplôme d'un programme long au CCNB ou l'équivalent, 1,8 % ont un diplôme ou un certificat universitaire inférieur au baccalauréat et 8,1 % ont un certificat, un diplôme ou un grade universitaire plus élevé. Parmi ces diplômés, 6,4 % sont formés en enseignement, 2,6 % en sciences humaines, 3,8 % en sciences sociales ou en droit, 29,5 % en commerce, en gestion ou en administration, 2,6 % en sciences et technologies, 15,4 % en architecture, en génie ou dans des domaines connexes, 2,6 % en agriculture, en ressources naturelles ou en conservation, 28,2 % en santé, parcs, récréation ou conditionnement physique, 10,3 % en services personnels, de protection ou de transport ; il n'y a aucun diplômés en arts ou en communications, en mathématiques ou en informatique, ou dans les domaines classés autre. Les diplômés postsecondaires ont terminé leurs études à l'extérieur du pays dans 5,1 % des cas.

## Économie

### Travail et revenu
Le recensement de 2006 de Statistique Canada fournit aussi des données sur l'économie. Chez les habitants âgés de plus de 15 ans, le taux d'activité était alors de 63,1 %, le taux d'emploi était de 59,0 % et le taux de chômage était de 7,1 % ; à titre de comparaison, ceux de la province étaient respectivement de 63,7 %, 57,3 % et 10,0 %.
Près de 1 500 personnes travaillent à Atholville, soit plus que la population totale du village.
Chez les personnes âgées de 15 ans et plus, 785 ont déclaré des gains et 1 085 ont déclaré un revenu en 2005. 86,5 % avaient aussi déclaré des heures de travail non rémunérées. Le revenu médian s'élevait alors à 20 393 $ avant et à 18 692 $ après impôt, comparativement à la moyenne provinciale de 22 000 $ avant et 20 063 $ après impôt ; les femmes gagnaient en moyenne 8 330 $ de moins que les hommes après impôt, soit 15 533 $. En moyenne, 72,3 % du revenu provenait de gains, 21,1 % de transferts gouvernementaux et 6,4 % d'autres sources. 6,3 % de toutes les personnes dans les ménages avaient un faible revenu après impôt, une proportion montant à 7,8 % pour les moins de 18 ans.
Parmi la population active occupée, 2,3 % des gens travaillaient à domicile, aucun ne travaillaient en dehors du pays, 5,3 % étaient sans lieu de travail fixe et 92,4 % avaient un lieu de travail fixe. Parmi les travailleurs ayant un lieu de travail fixe, 37,2 % travaillaient au village, 57,9 % travaillaient ailleurs dans le comté, 1,7 % travaillaient dans un autre comté et 3,3 % travaillaient dans une autre province.

### Principaux secteurs
1,4 % des emplois appartiennent aux domaines de l'agriculture, de la pêche et des autres ressources, 4,3 % dans la construction, 10,7 % dans la fabrication, 1,4 % dans le commerce de gros, 21,4 % dans le commerce de détail, 1,4 % dans la finance et l'immobilier, 17,1 % dans la santé et les services sociaux, 7,1 % dans l'éducation, 4,3 % dans les services de commerce et 30,0 % dans les autres services.
L'usine AV Cell Inc. produit de la pâte chimique destinée à des usines de fibrane en Asie. Elle compte plus de 250 employés. Le mail industriel abrite six entreprises comptant en tout une centaine d'employés en 2011. Atholville compte plusieurs autres employeurs importants, tels que des fabricants de modules de jeux, de pneus, de boiseries, de jouets et de fenêtres ainsi qu'une boulangerie.
Le Centre Restigouche est le principal centre commercial de la région. Le village compte plusieurs autres commerces, dont trois concessionnaires automobiles et une épicerie. De nombreux autres produits et services sont disponibles à Campbellton, qui compte entre autres des institutions financières et un magasin d'Alcool NB. Entreprise Restigouche a la responsabilité du développement économique.

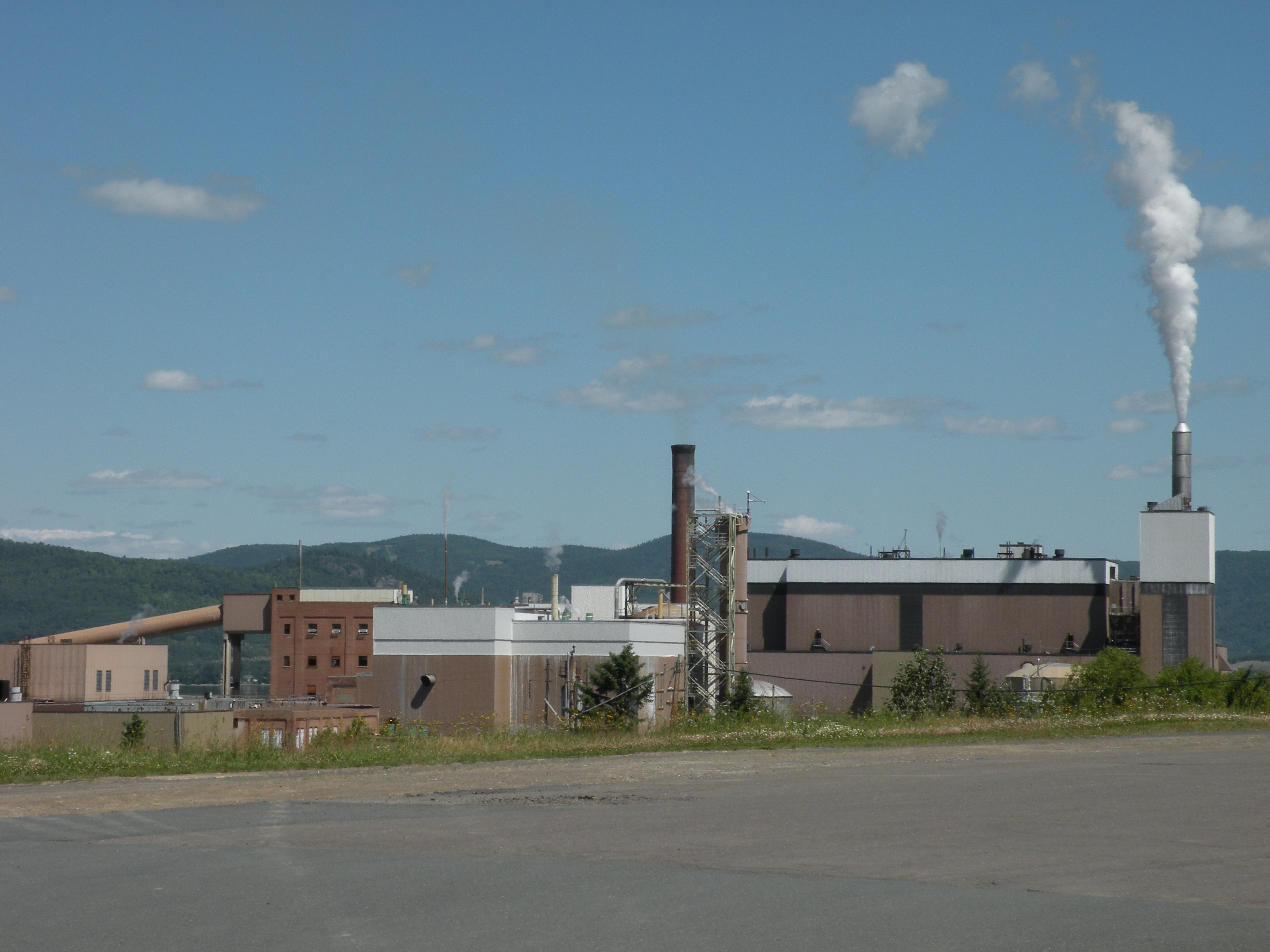
L'usine Av Cell.
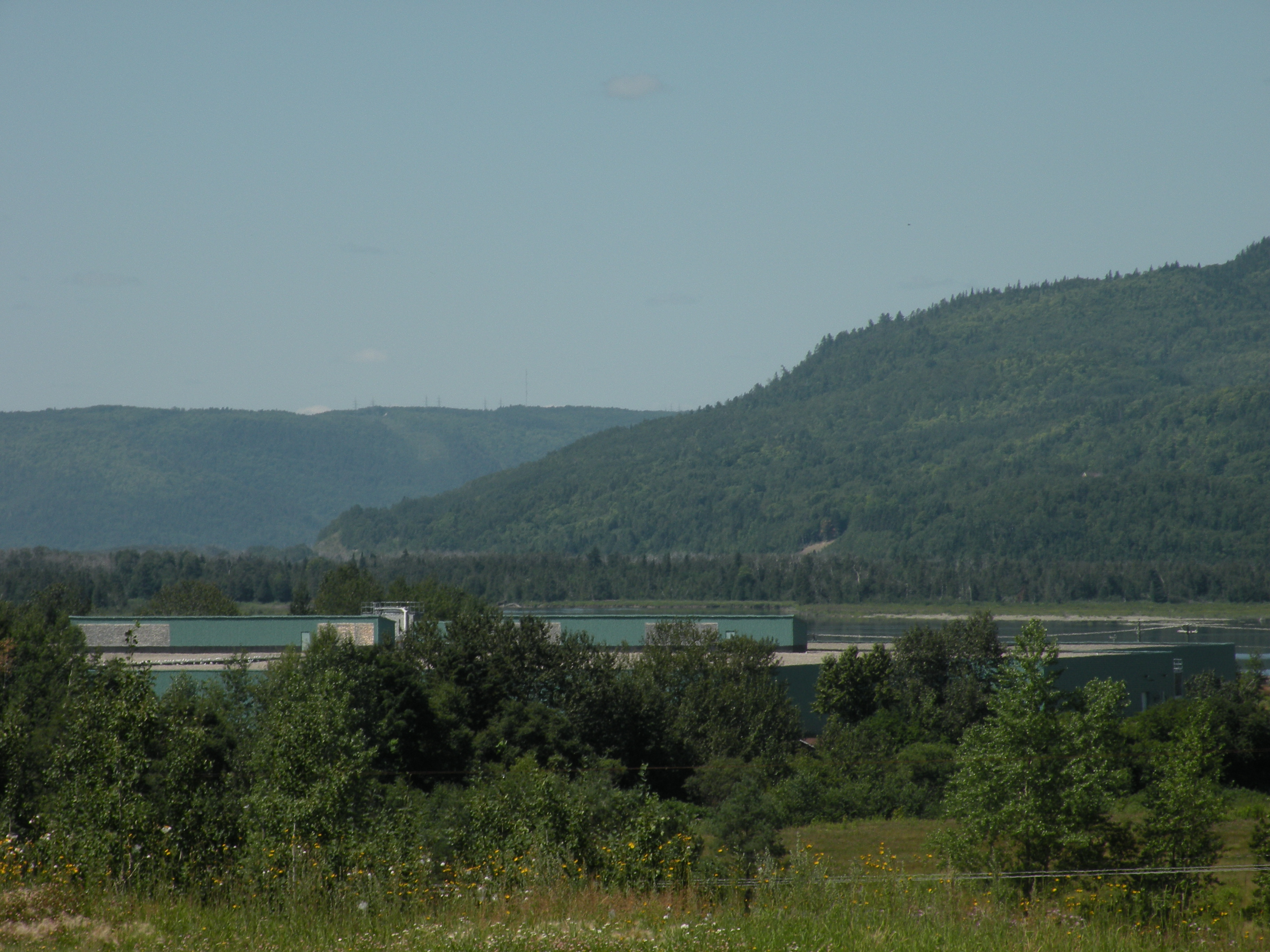
Le mail industriel.
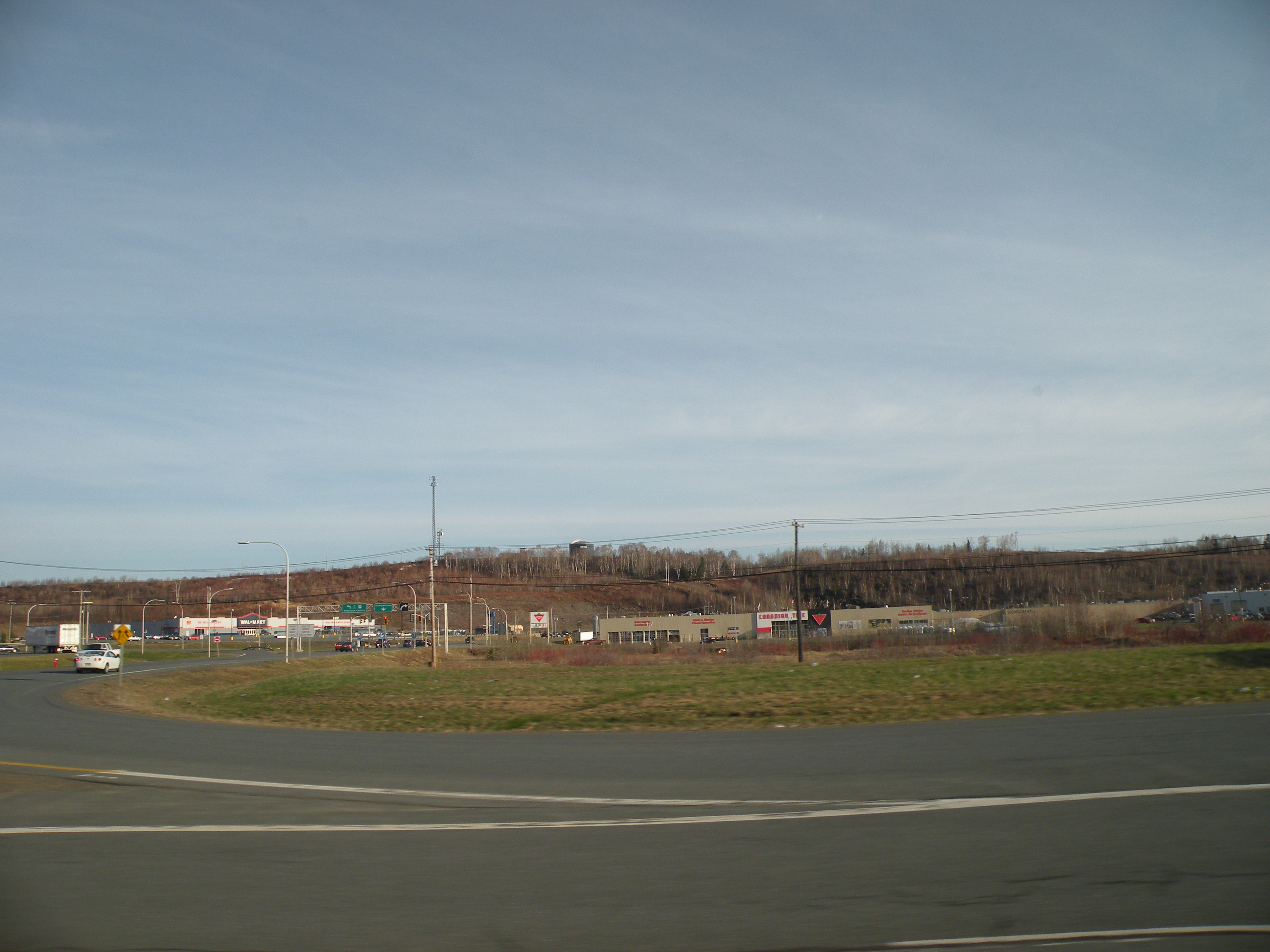
Commerces du chemin Val-d'Amours.
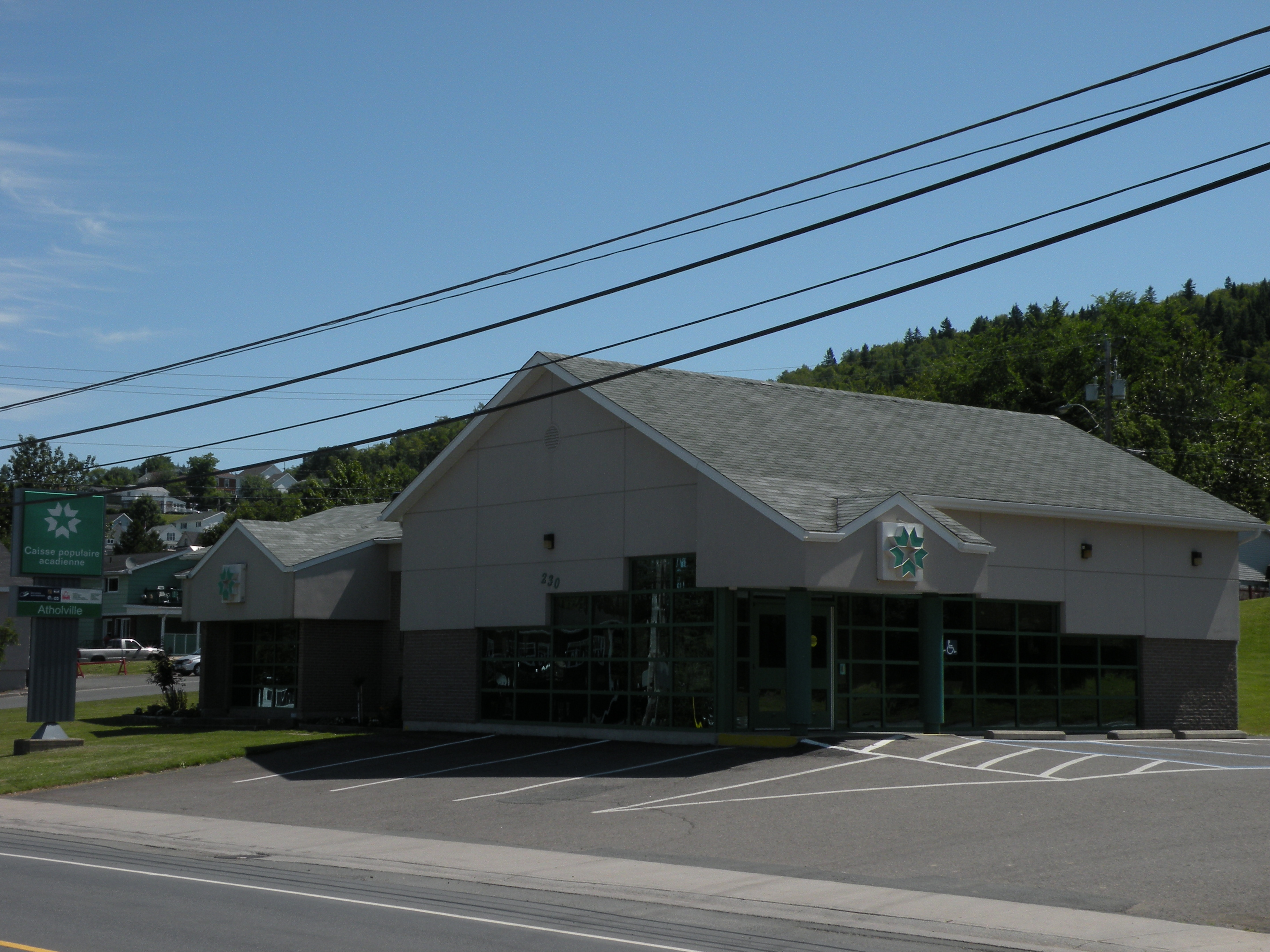
La caisse populaire.

## Administration
(juillet 2016).

### Conseil municipal
Le conseil municipal est formé d'un maire et de cinq conseillers. Le conseil municipal actuel est élu lors de l'élection quadriennale du 10 mai 2016.
| Conseil municipal actuel    |             |                                                                                    |
| Mandat                      | Fonctions   | Nom(s)                                                                             |
| 2012 - 2016                 | Maire       | Michel Soucy                                                                       |
| 2012 - 2016                 | Conseillers | Gaëtan Cormier, Maurice Power, Betty Cleveland Firth, Gerard Fallu, Jean Soucy.    |
| Anciens conseils municipaux |             |                                                                                    |
| 2008 - 2012                 | Maire       | Raymond Lagacé                                                                     |
| 2008 - 2012                 | Conseillers | Roger Cormier, Gérard Fallu, Maurice Power, Gisèle Richard-Chiasson et Jean Soucy. |

|  | Indépendant | 1966-1971       | Léonard Doiron |
|  | Indépendant | 1971 - 2012     | Raymond Lagacé |
|  | Indépendant | 2012 - en cours | Michel Soucy   |

La municipalité compte de six à huit employés en moyenne, auxquels s'ajoutent des employés saisonniers.

### Budget et fiscalité

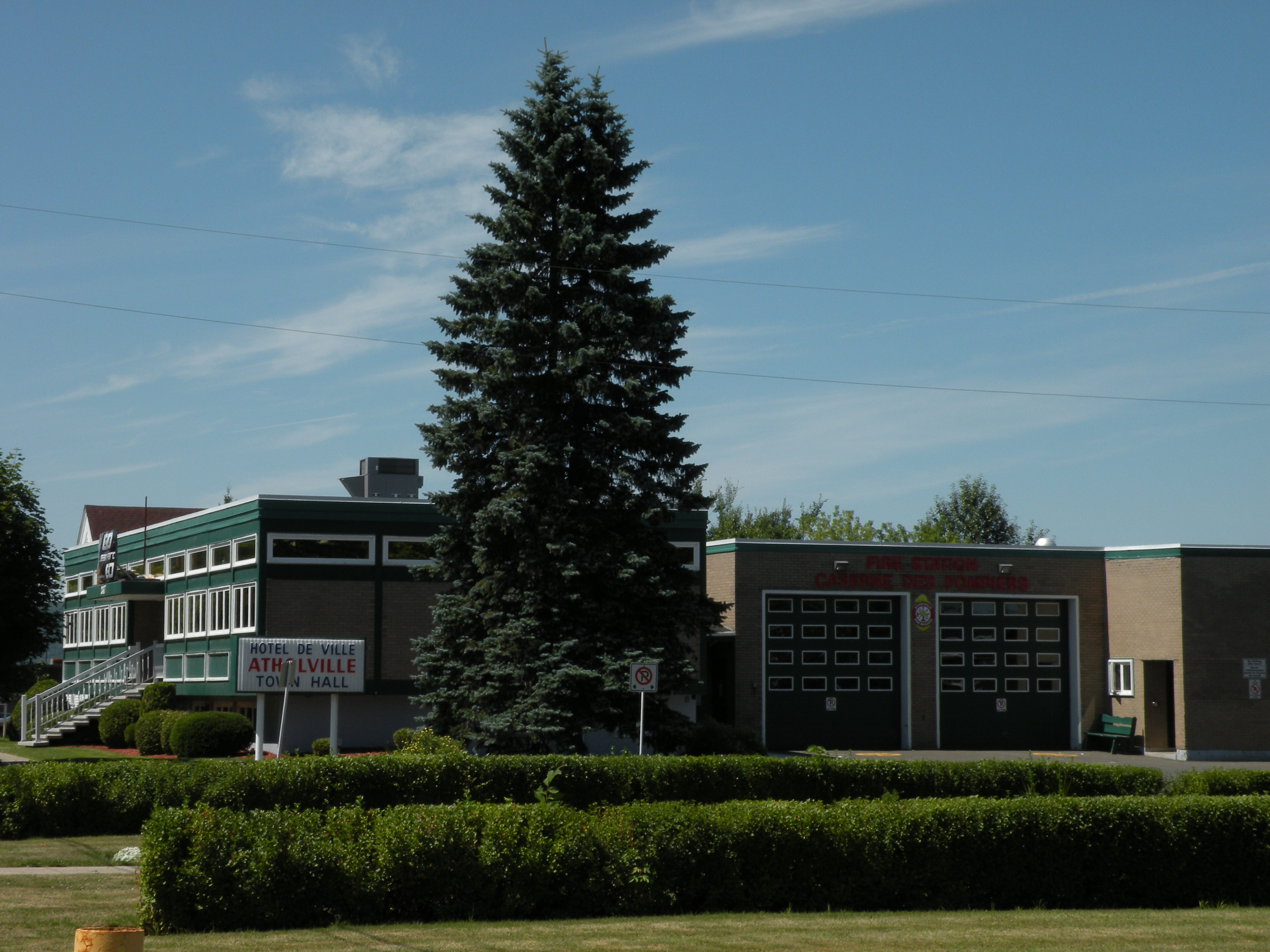
L'hôtel de ville. La caserne de pompiers est visible à droite.

Les dépenses annuelles du village d'Atholville s'élevaient à 2 936 943 dollars en 2011. De cette somme, 18,4 % était alloué à l'administration, 7,5 % à l'urbanisme, 7,2 % à la police, 6,3 % à la protection contre les incendies, 7,1 % à la distribution d'eau, 0,2 % aux mesures d'urgence, 0,1 % aux autres services de protection, 22,6 % au transport, 4,1 % à l'hygiène, 0,0 % à la santé publique, 7,2 % à l'aménagement, 12,4 % aux loisirs et à la culture, 12,7 % à la dette et 1,7 % au transfert.

### Commission de services régionaux
Atholville fait partie de la Région 2, une commission de services régionaux (CSR) devant commencer officiellement ses activités le 1er janvier 2013. Atholville est représenté au conseil par son maire. Les services obligatoirement offerts par les CSR sont l'aménagement régional, la gestion des déchets solides, la planification des mesures d'urgence ainsi que la collaboration en matière de services de police, la planification et le partage des coûts des infrastructures régionales de sport, de loisirs et de culture ; d'autres services pourraient s'ajouter à cette liste.

### Représentation et tendances politiques
Au Nouveau-Brunswick, Atholville fait partie de la circonscription provinciale de Campbellton—Restigouche-Centre, qui est représentée à l'Assemblée législative du Nouveau-Brunswick par Greg Davis, du Parti progressiste-conservateur. Il fut élu en 2010. Au Canada, Atholville fait partie de la circonscription fédérale de Madawaska—Restigouche, qui est représentée à la Chambre des communes du Canada par Bernard Valcourt, du Parti conservateur. Il fut élu lors de la 41e élection générale, en 2011.
Atholville est membre de l'Union des municipalités du Nouveau-Brunswick et de l'Association francophone des municipalités du Nouveau-Brunswick.

## Vie locale

### Éducation

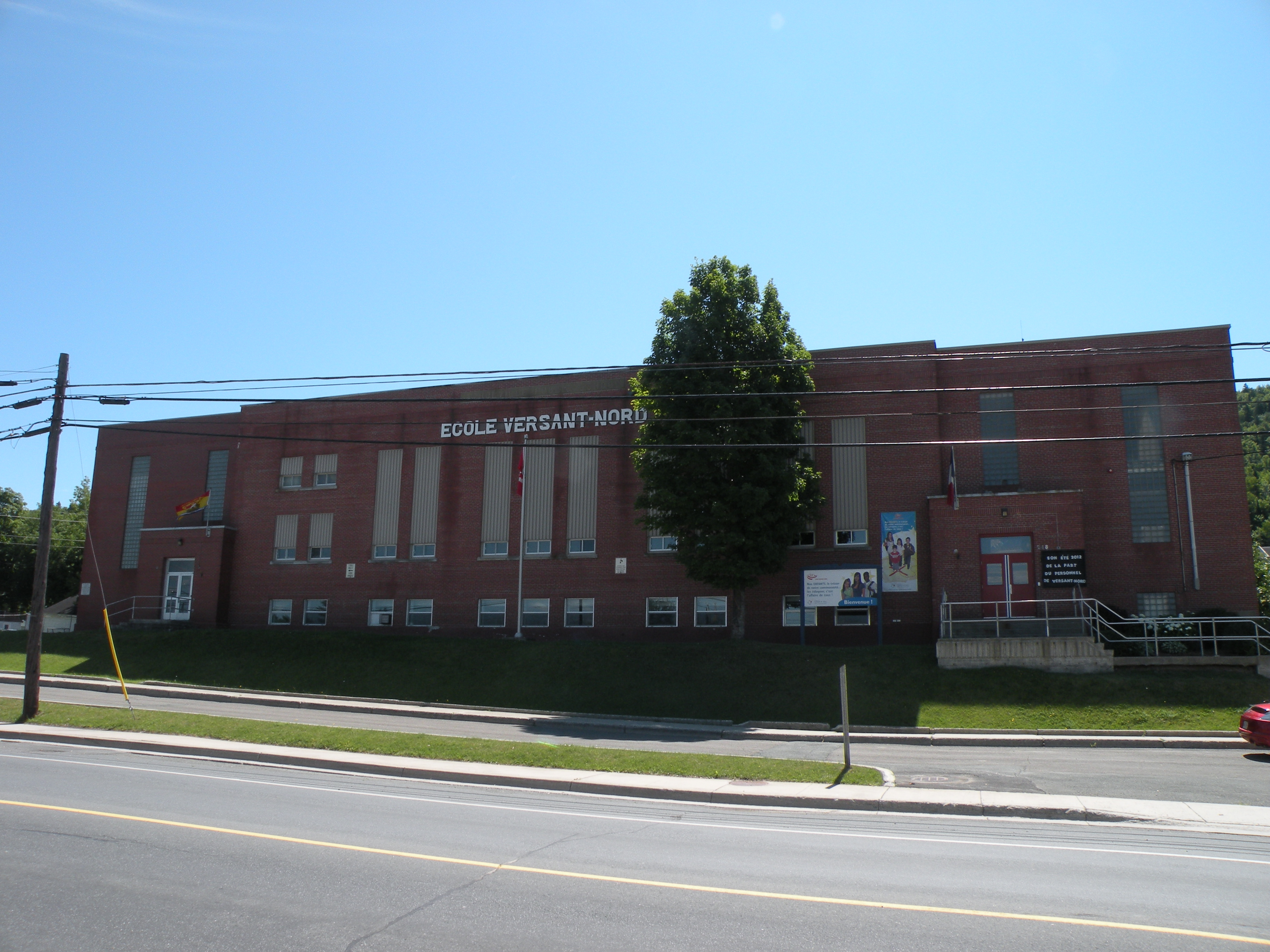
École Versant-Nord.

Atholville fait partie du sous-district 1 du district scolaire Francophone Nord-Est. L’école Versant-Nord, au centre du village, accueille les élèves de la maternelle à la 8e année. L’école Mgr-Melanson de Val-d'Amours accueille quant à elle les élèves de la maternelle à la 6e année. Saint-Athurt n'a plus d'école.
Campbellton dispose aussi du CCNB-Campbellton, de langue française, tandis que le collège communautaire anglophone le plus près est celui de Miramichi. L'université francophone la plus proche est le campus de l'Université de Moncton à Edmundston. Fredericton compte plusieurs universités anglophones. Une bibliothèque publique est également mise à disposition.

### Santé et sécurité
Il y a trois casernes de pompiers, en plus de la brigade de l'usine AV Cell. Atholville, Campbellton et Tide Head coopèrent de plus au niveau des mesures d'urgence. Atholville achète également le service 911 de Campbellton. Le détachement de la Gendarmerie royale du Canada le plus proche est d'ailleurs à Campbellton.
Campbellton compte le Centre hospitalier Restigouche, francophone, et l'hôpital régional de Campbellton, anglophone. Les hôpitaux néo-brunswickois sont en effet bilingues dans leurs services mais unilingues dans leur administration. Campbellton compte de plus un poste d'Ambulance Nouveau-Brunswick.

### Infrastructures et communications
Le village est branché au réseau d'Énergie NB et possède également une génératrice industrielle à l'hôtel de ville. Atholville bénéficie d'un réseau d'aqueduc et d'égouts ainsi que d'une usine de traitement des égouts. Val-d'amours y est relié. Atholville a également une entente avec Campbellton et Tide Head pour l'approvisionnement en eau.
De nombreuses publications sont accessibles à la population mais les francophones bénéficient avant tout du quotidien L'Acadie nouvelle, publié à Caraquet, ainsi que de l'hebdomadaire L'Étoile, de Dieppe. Ils ont aussi accès à l'hebdomadaire L'Aviron, publié à Campbellton. Les anglophones bénéficient quant à eux du quotidien Telegraph-Journal, publié à Saint-Jean ainsi que de l'hebdomadaire Campbellton Tribune, de Campbellton. Il n'y a aucune station de télévision dans la région mais Radio-Canada Acadie (CBAFT-DT), RDI, Rogers TV et CHAU-TV sont les principales chaînes de télévision francophones. Les principales chaînes de radio francophones sont la Première Chaîne ainsi que CIFM, de Balmoral. Les anglophones bénéficient notamment de CBC Television, CBC News Network, Global et CTV pour la télévision ainsi que, pour la radio, de CBC Radio et de la station CKNB de Campbellton.
Atholville, Saint-Arthur et Val-d'Amours possèdent un bureau de poste. La population a aussi accès à la téléphonie cellulaire et à l'internet haute-vitesse. Le principal fournisseur est Bell Aliant. Les bureaux de Services Nouveau-Brunswick et Service Canada les plus proches sont à Campbellton.

### Religion

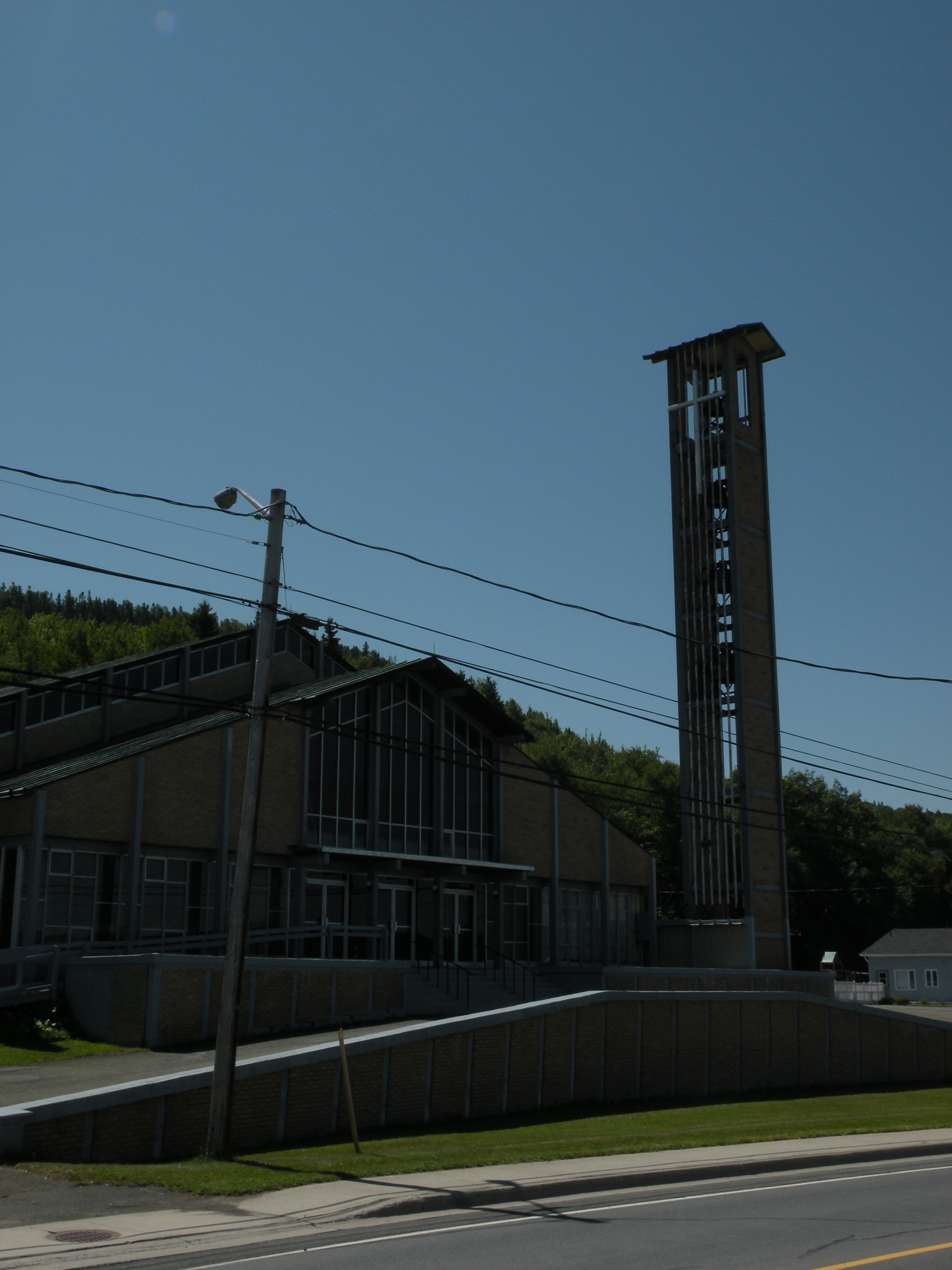
Église Notre-Dame-de-Lourdes.

L'église Notre-Dame-de-Lourdes d'Atholville est une église catholique romaine faisant partie du diocèse de Bathurst ; le curé est le père Claude Benoit. Saint-Arthur est desservi par l'église Notre-Dame-de-Fatima alors que Val-d'Amours possède l'église Notre-Dame-du-Sacré-Cœur.
Il y a également une chapelle évangélique. La région fait partie du diocèse anglican de Fredericton et Campbellton compte plusieurs autres lieux de cultes protestants. Également, le cimetière paroissial est situé entre l'église et la rue Saint-Louis.

### Sport et loisirs
Le village compte deux champs de balle, une patinoire, une piscine publique, le parc du Millénaire Miller Brae et le parc provincial Sugarloaf. L'été, ce parc offre un terrain de camping, un parc de vélo, des pistes de vélo de montagne, des circuits de vélo de route, 25 kilomètres de sentiers de randonnée pédestre, des sites de pique-nique et des courts de tennis. Le parc est également aménagé pour la géocache (geochaching). L'hiver, le parc compte douze pistes de ski alpin et de planche à neige (snowboard), des pistes de raquette, une patinoire naturelle illuminée et une pente de glissade sur tubes.
Atholville contribue, avec Tide Head, au financement du Centre civique de Campbellton. Un sentier parcourt le village jusqu'à Tide Head, où il rejoint le sentier international des Appalaches. Un belvédère a été aménagé à la pointe de la Vieille mission. Plusieurs points de vue existent sans être aménagés, tel que le boulevard Beauvista.

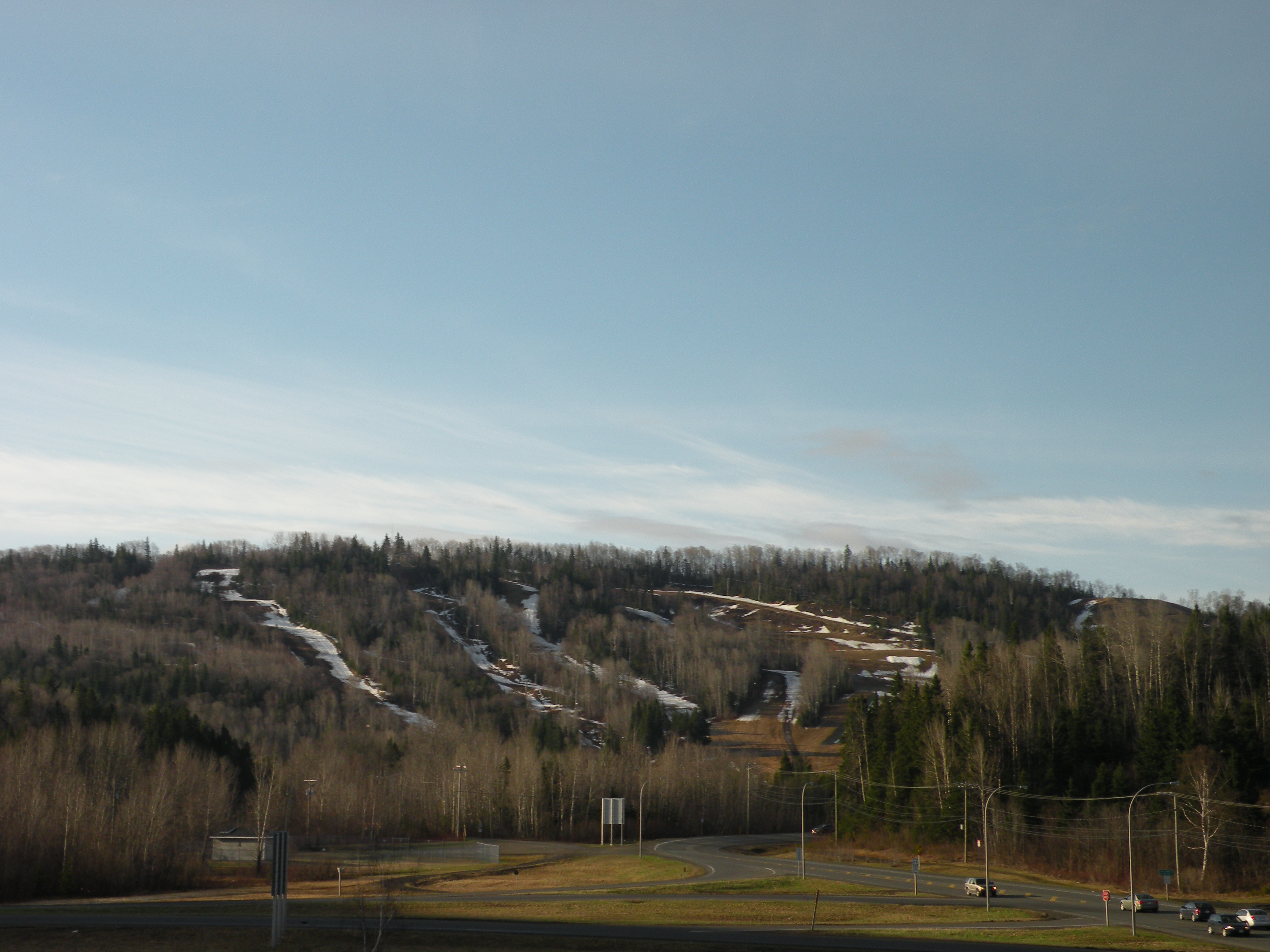
La station de ski du Sugarloaf
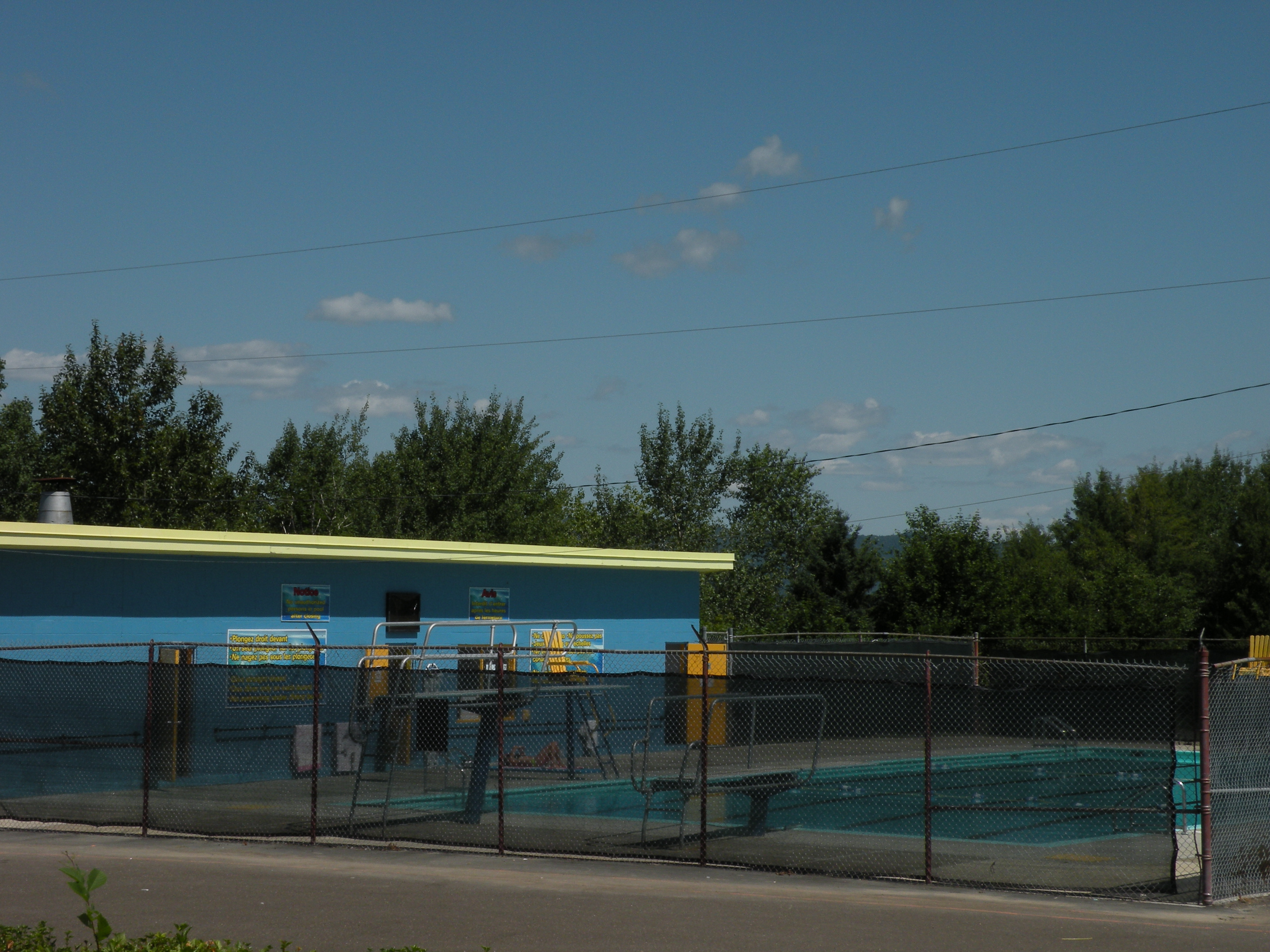
La piscine publique
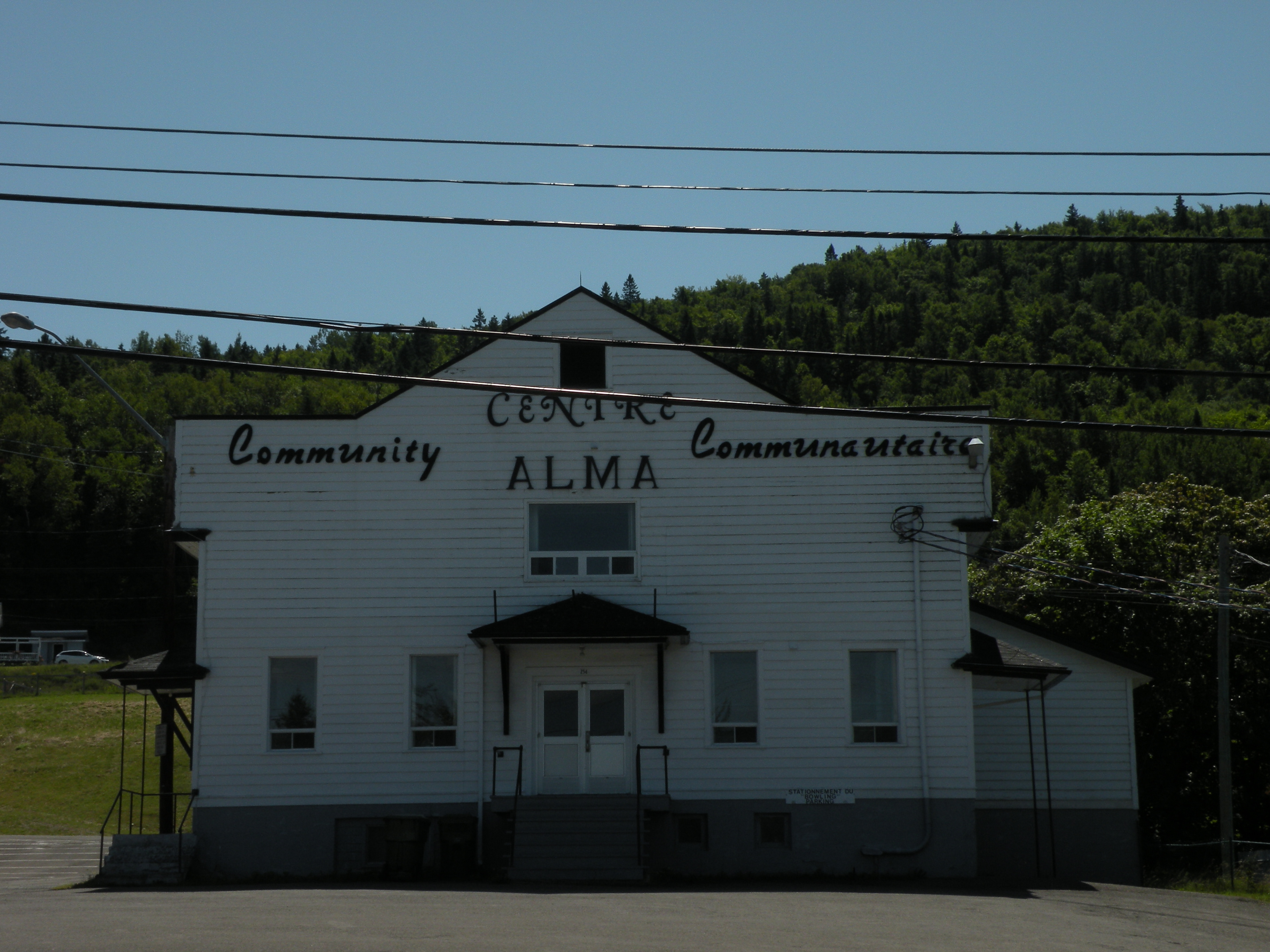
Le centre communautaire Alma
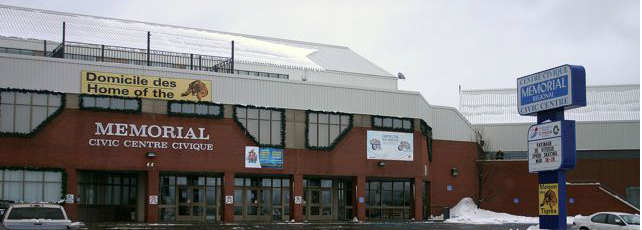
Le Centre civique de Campbellton

## Culture

### Personnalités
- Lewis Charles Ayles (1927-2009), avocat et homme politique, né à Atholville ;
- Edmond Blanchard (1954-2014), homme politique, né à Atholville ;
- Joseph Claude (mort en 1796), chef de Listuguj ;
- Jean-Marc Couture (1991 -), gagnant de l'édition 2012 de Star Académie, né à Val-d'Amours ;
- Robert Ferguson ((Écosse), 1768 - 1851 à Campbellton), homme d’affaires, juge de paix, juge, fonctionnaire et officier de milice ;
- Bobby Hachey (1932-2006), artiste, né à Atholville ;
- Luc Leblanc, animateur de télévision, né à McKendrick;
- Samuel Lee (Concord (Massachusetts), 1756 - Shédiac, 1805), fonctionnaire, juge, homme d’affaires et homme politique.
- Florian Levesque (1959, McKendrick - 2012, Balmoral), journaliste, écrivain et conteur.
- Raymond Lagacé (1938-2020), homme politique et ancien maire d'Atholville de 1971-2012, né à McKendrick.

### Architecture et monuments

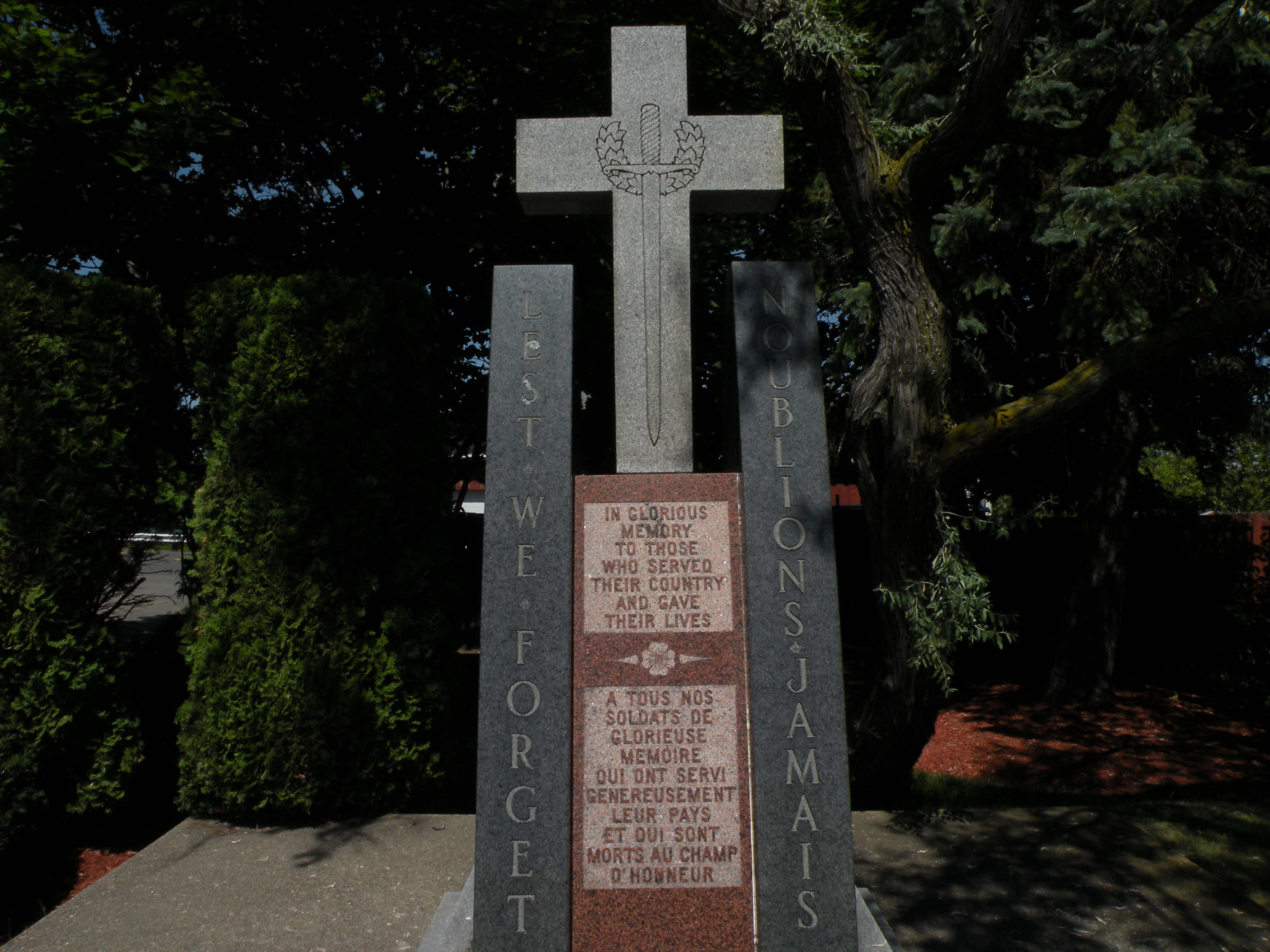
Le monument aux morts.

Les bâtiments du parc provincial ont été conçus par l'architecte Leon R. Kentridge, du cabinet Marshall Macklin Monaghan Limited de Toronto. Le revêtement en bardeaux et le toit à pente douce est typique d'une station de ski. 
Un monument aux morts est installé à l'Est de l'hôtel de ville. Le vieux cimetière Athol House est le plus ancien du comté de Restigouche. Un monument y rappelle la présence de la chapelle d'Athol House. Il est situé au bord de la rivière, derrière l'usine AV Cell.
Les ruines de l'estacade ayant permis l'approvisionnement en bois de l'usine de pâtes et papier jusque dans les années 1960 sont toujours visibles à l'Ouest du village.

### Langues
Selon la Loi sur les langues officielles, Atholville est officiellement bilingue puisque l'anglais et le français sont tous deux parlés par plus de 20 % de la population d'après le recensement de 2011. La même année, Atholville devient la troisième municipalité du Nouveau-Brunswick, après Dieppe et Petit-Rocher, à adopter un arrêté sur la langue d'affichage commercial extérieur, dans ce cas-ci obligeant l'affichage bilingue (français et anglais). Jusqu'alors, la plupart de l'affichage se faisait en anglais. 

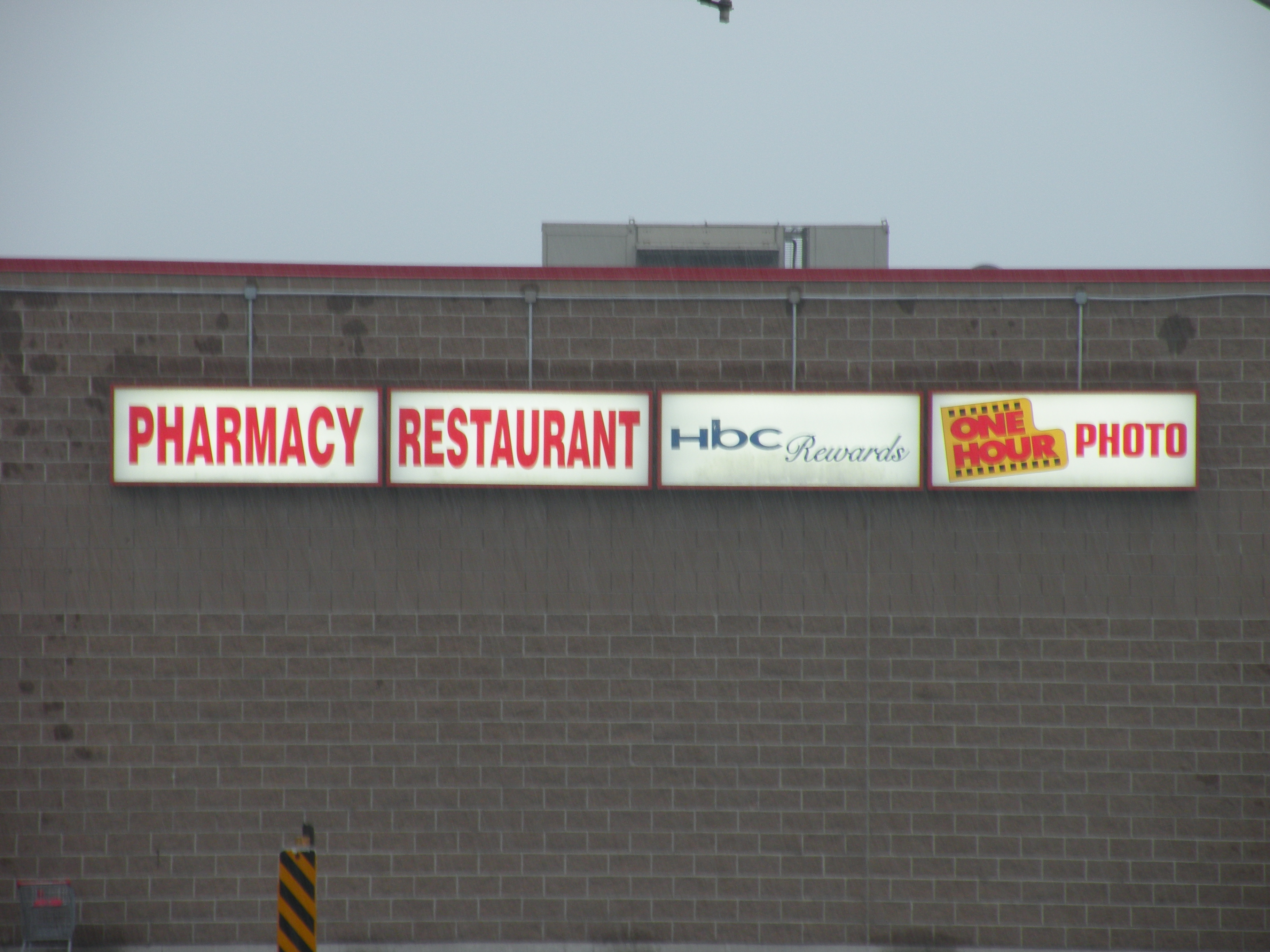
Une affiche anglophone, photographiée en 2011.
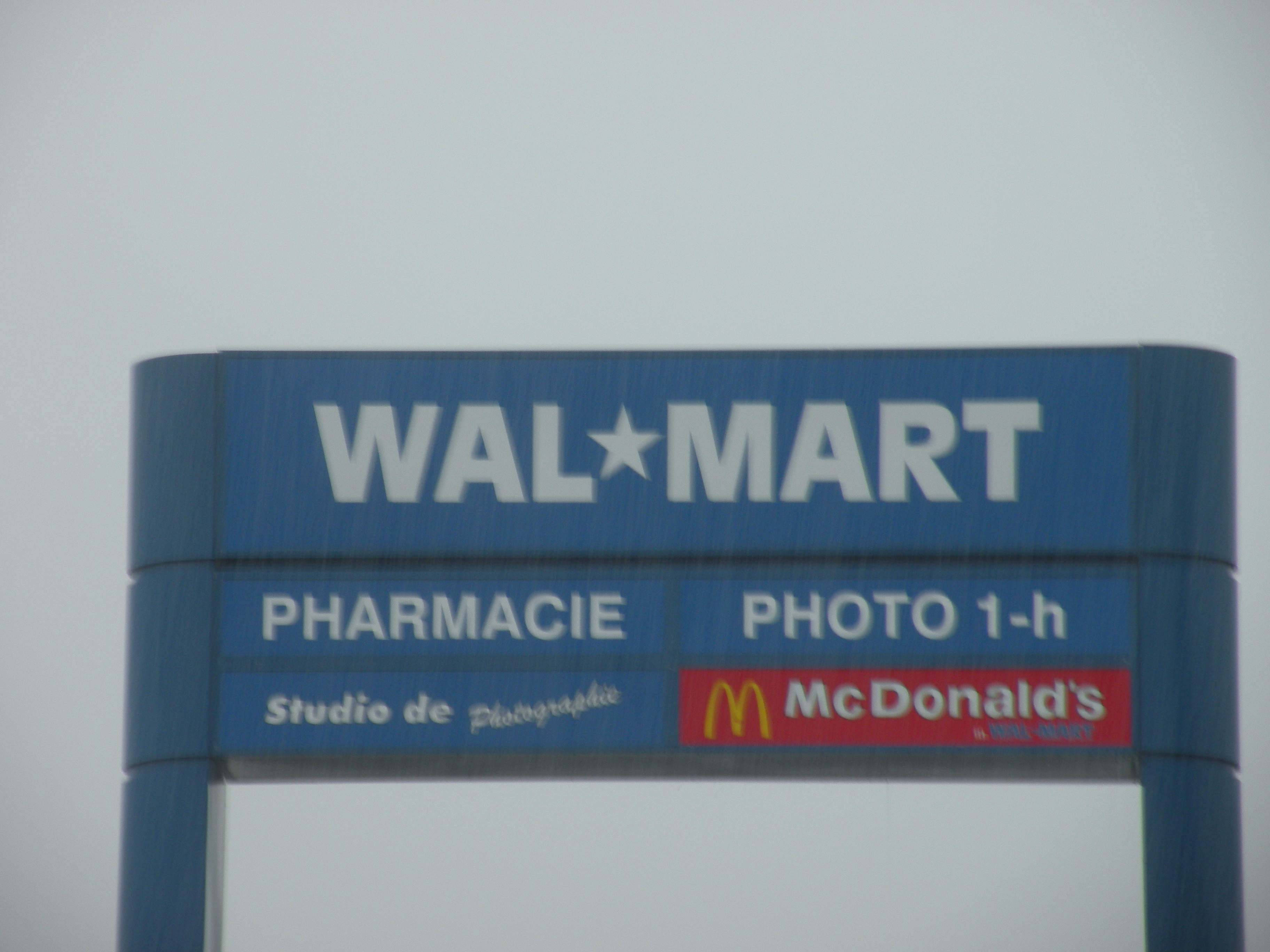
Une affiche francophone, aussi photographiée en 2011.

### Dans la culture
Atholville est mentionné brièvement dans plusieurs romans, dont Le Feu du mauvais temps (1989), de Claude Le Bouthillier. Le village est également mentionné dans les biographies Ma's Cow: Growing Up in the Canadian Countryside During the Cold War (2006), de Patrick Flanagan, David Adams Richards of the Miramichi: A Biographical Introduction (2010), de Michael Anthony Tremblay et  Tony Tremblay ainsi que Think Good Thoughts (2010), de J. P. (Pat) Lynch.
L'histoire, la culture et la géographie de la région sont à l'honneur au musée de la rivière Ristigouche, à Dalhousie. Le lieu historique national de la Bataille-de-la-Ristigouche, à Pointe-à-la-Croix, commémore cette bataille.